# Palazzo Nauclerio

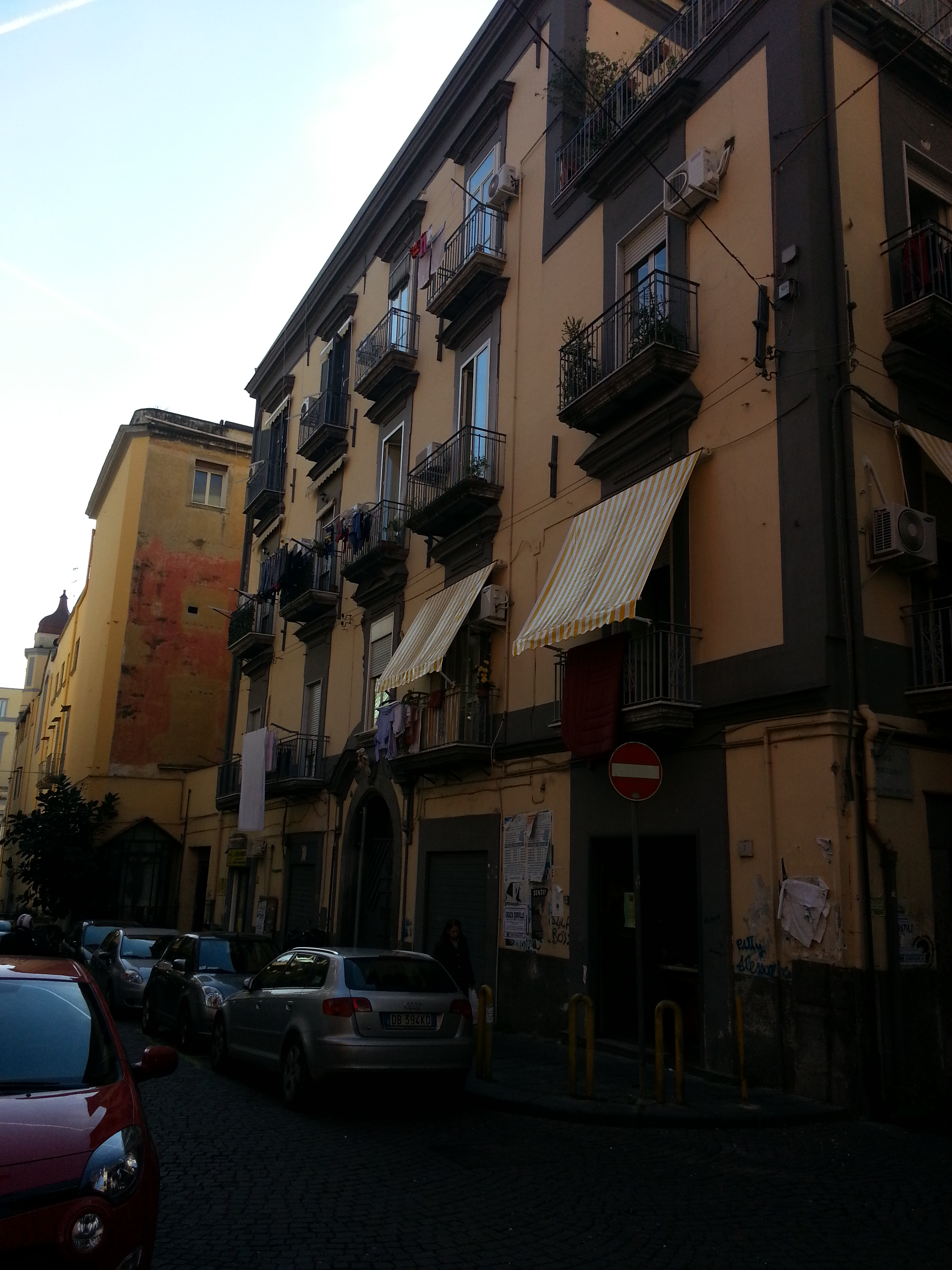
Palazzo Nauclerio in Neapel

Der Palazzo Nauclerio, auch Casa Nauclerio, ist ein Palast aus dem 17. Jahrhundert im Viertel Avvocata in Neapel in der italienischen Region Kampanien. Er liegt in der Via Ventaglieri, 5.

## Geschichte
Das Gebäude wird erstmalig in einem Dokument aus dem Jahre 1699 urkundlich erwähnt, in dem geschrieben steht, dass Luigi Nauclerio, königlicher Ingenieur, eine Volkszählung in einem palastartigen Haus durchführte, das dem Kloster Santi Severino e Sossio gehörte. Den gesamten Palast erbten später die Brüder Andrea, Nunzio, Nicola und Giovan Battista Nauclerio. Er wurde von der Familie ‘Nauclerio bis 1739 bewohnt.
Man nimmt an, dass der Palast auf einem unbebauten Grundstück errichtet wurde, das dem Kloster gehörte und dass Giovan Battista Nauclerio den Bau des Wohnhauses durchführen ließ. Ursprünglich fluchtete das Gebäude mit der Seitenfassade der Kirche Santa Maria di Montesanto, wurde aber später durch die Anlage des Straßensystems verschoben.
Der Palast wurde Ende des 18. Jahrhunderts umgebaut und in Mietshäuser umgewandelt. Diese Umwandlung wurde vom Tavolario Nicola Schioppa und von Architekten Nicola de Fazio durchgeführt. In dieser Zeit wurde auch eine neue Treppe eingebaut, die in den topografischen Reliefen des Königlichen Topografischen Büros gut zu sehen ist.
Anders als andere Gebäude in der Umgebung befindet sich der Palazzo Nauclerio in gutem Erhaltungszustand.